# Inanna Sarkis
Inanna Sarkis (Hamilton, Ontario, 15 de mayo de 1993) es una actriz, guionista, directora y youtuber canadiense.

## Biografía

### Primeros años
Sarkis nació en Hamilton, Ontario, el 15 de mayo de 1993; hija de padre asirio y madre búlgara.
Obtuvo una licenciatura en artes de la Universidad de Ryerson.

### Carrera
En 2017, Sarkis apareció en la revista PAPER como una de las jóvenes estrellas en busca de una carrera en el entretenimiento fuera de los medios tradicionales. Ese mismo año trabajó en la película Boo 2! A Madea Halloween. En 2019, Sarkis protagonizó la película After: Aquí empieza todo y en 2020 su secuela, After: en mil pedazos.
Sarkis llegó a un acuerdo con Sprint para participar en una campaña. Sarkis se asoció con la WWE para crear un personaje llamado "Miss North" y visitó el WWE Performance Center donde filmó. También protagonizó una campaña digital para promover la comedia de espías de acción de 20th Century Fox Kingsman: The Golden Circle en noviembre.

### Vida personal
Sarkis está en pareja desde 2017 con el modelo y actor Matthew Noszka. El 12 de septiembre de 2020 nació su primera hija, Nova Noszka.

## Filmografía

### Cine
| Año  | Título                                       | Director                             | Rol       | Rol        | Rol   | Rol       | Rol                  | Nota         |
| Año  | Título                                       | Director                             | Dirección | Producción | Guion | Actuación | Papel                | Nota         |
| ---- | -------------------------------------------- | ------------------------------------ | --------- | ---------- | ----- | --------- | -------------------- | ------------ |
| 2015 | Aura                                         | Inanna Sarkis                        | Sí        |            | Sí    | Sí        | Aura                 | Cortometraje |
| 2016 | Follow Me                                    | Inanna Sarkis                        | Sí        |            | Sí    | Sí        | Inanna               | Cortometraje |
| 2016 | A Killer Walks Amongst Us                    | Michael Feifer                       |           |            |       | Sí        |                      |              |
| 2016 | Happy Birthday                               | Casey Tebo                           |           |            |       | Sí        | Novia de Kasape Suka |              |
| 2017 | Life of a Dollar                             | Inanna Sarkis                        | Sí        | Sí         | Sí    | Sí        | Ella misma           | Cortometraje |
| 2017 | Boo 2! A Madea Halloween                     | Tyler Perry                          |           |            |       | Sí        | Gabriella            |              |
| 2017 | Waiting for Him                              | Ver listaInanna Sarkis Ani Vardanyan | Sí        |            | Sí    | Sí        |                      | Cortometraje |
| 2018 | Jailbird                                     | Ver listaInanna Sarkis Raul Gonzo    | Sí        | Sí         | Sí    |           |                      | Cortometraje |
| 2018 | In Between                                   | Inanna Sarkis                        | Sí        |            | Sí    | Sí        | Paciente             | Cortometraje |
| 2019 | After                                        | Jenny Gage                           |           |            |       | Sí        | Molly Samuels        |              |
| 2019 | Inanna Sarkis: Best You'll Ever Have         | Inanna Sarkis                        | Sí        |            |       | Sí        | Ella misma           | Cortometraje |
| 2020 | Deported                                     | Tyler Spindel                        |           |            |       | Sí        | Sarah                |              |
| 2020 | After We Collided                            | Roger Kumble                         |           |            |       | Sí        | Molly Samuels        |              |
| 2021 | Seance                                       | Simon Barrett                        |           |            |       | Sí        | Alice                |              |
| 2023 | Eli Roth's Be Mine: A VR Valentine's Slasher | Adam MacDonald                       |           |            |       | Sí        | Morghan              | Cortometraje |
| 2025 | Marked Men Rule + Shaw                       | Nick Cassavetes                      |           |            |       | Sí        | Jordan               |              |

### Televisión
| Año       | Título                                  | Papel      | Nota               |
| --------- | --------------------------------------- | ---------- | ------------------ |
| 2000      | Are You Afraid of the Dark?             | Kayla      | Serie; 1 episodio  |
| 2002      | Big Wolf on Campus                      | Lacey      | Serie; 1 episodio  |
| 2012      | Rookie Blue                             | Detective  | Serie; 1 episodio  |
| 2017      | WWE: Mae Young Classic Women Tournament | Ella misma | Serie; 1 episodio  |
| 2019      | Tales                                   | Gina       | Serie; 1 episodio  |
| 2019      | College                                 | Enaas      | Serie; 1 episodio  |
| 2020      | Brews Brothers                          | Becky      | Serie; 5 episodios |
| 2020-2021 | Trish & Scott                           | Trish      | Serie; 6 episodios |

### Videos musicales
| Año  | Canción               | Artista                                      | Nota |
| ---- | --------------------- | -------------------------------------------- | ---- |
| 2018 | «Hard 2 Face Reality» | Poo Bear ft. Justin Bieber & Jay Electronica |      |

### Podcast
| Año  | Título              | Plataforma                                   | Nota        |
| ---- | ------------------- | -------------------------------------------- | ----------- |
| 2020 | The Left Right Game | Ver listaSpotify Amazon Music Apple Podcasts | 8 episodios |
| 2022 | Zaya                | Ver listaSpotify Apple Podcasts              | 6 episodios |

## Discografía

### Sencillos
| Año  | Título                  | Nota |
| ---- | ----------------------- | ---- |
| 2018 | «No Beauty in War»      |      |
| 2019 | «Best You'll Ever Have» |      |